# Plateaux (département du Gabon)
Pour les articles homonymes, voir Plateau.
Plateaux est un département du Gabon situé dans la province du Haut-Ogooué. Son chef-lieu est Lékoni (parfois « Léconi »).

## Démographie
Le département des plateaux est principalement habité par l'ethnie Téké laquelle a donné son nom aux « plateaux Batéké »,, où il se situe.

## Économie
Le département abrite les installations de production de la SOBOLECO (Société des boissons de Léconi) qui produit l'eau minérale naturelle Andza.

## Tourisme
Le département à une vocation touristique notamment au travers des canyons de Lékoni,,,.